# Hakha
Hakha is een stad in Myanmar en is de hoofdplaats van Chin-staat.
Hakha telt naar schatting 20.000 inwoners.